# Rhizoctonia versicolor
Rhizoctonia versicolor är en svampart som beskrevs av E. Müll. & Nüesch 1960. Rhizoctonia versicolor ingår i släktet Rhizoctonia och familjen Ceratobasidiaceae.   Inga underarter finns listade i Catalogue of Life.